# Ahmed Suhail
Ahmed Suhail (ur. 8 lutego 1999 w Kurdystanie) – katarsko-iracki piłkarz, występujący na pozycji obrońcy w katarskim klubie Al-Sadd SC oraz w reprezentacji Kataru. Uczestnik Złotego Pucharu CONCACAF 2021 i 2023. Brat Ramiego Suhaila.

## Statystyki

### Klubowe
Na podstawie:
| Klub             | Sezonów | Liga               | Liga  | Liga   | Puchar krajowy | Puchar krajowy | Kontynentalne | Kontynentalne | Suma  | Suma   |
| Klub             | Sezonów | Liga               | Mecze | Bramki | Mecze          | Bramki         | Mecze         | Bramki        | Mecze | Bramki |
| ---------------- | ------- | ------------------ | ----- | ------ | -------------- | -------------- | ------------- | ------------- | ----- | ------ |
| Al-Sadd SC       | 5       | Qatar Stars League | 27    | 0      | 4              | 0              | 10            | 1             | 41    | 0      |
| Al Ahli Ad-Dauha | 1       | Qatar Stars League | 6     | 1      | 0              | 0              | –             | –             | 6     | 1      |
| Al-Wakrah SC     | 1       | Qatar Stars League | 13    | 0      | 0              | 0              | –             | –             | 7     | 1      |
| Al-Arabi SC      | 2       | Qatar Stars League | 26    | 1      | 9              | 1              | –             | –             | 35    | 2      |
|                  | Łącznie | Łącznie            | 72    | 2      | 13             | 1              | 10            | 1             | 95    | 4      |

### Reprezentacyjne
Na podstawie:
| Występy w reprezentacji | Występy w reprezentacji | Występy w reprezentacji | Występy w reprezentacji | Występy w reprezentacji | Występy w reprezentacji | Występy w reprezentacji | Występy w reprezentacji | Występy w reprezentacji    |
| Lp.                     | Data                    | Miasto                  | Przeciwnik              | Wynik                   | Czas                    | Gole                    | Inne                    | Rozgrywki                  |
| ----------------------- | ----------------------- | ----------------------- | ----------------------- | ----------------------- | ----------------------- | ----------------------- | ----------------------- | -------------------------- |
| 1.                      | 25.12.2018              | Doha                    | Kirgistan               | 1:0 (0:0)               | 79'–90'                 |                         |                         | mecz towarzyski            |
| 2.                      | 30.03.2021              | Debreczyn               | Irlandia                | 1:1 (0:1)               | 82'–90'                 |                         |                         | mecz towarzyski            |
| 3.                      | 04.07.2021              | Pula                    | Salwador                | 1:0 (0:0)               | 89'–90'                 |                         |                         | mecz towarzyski            |
| 4.                      | 15.06.2023              | Kingston                | Jamajka                 | 2:1 (2:0)               | 1'–70'                  |                         |                         | mecz towarzyski            |
| 5.                      | 26.06.2023              | Houston                 | Haiti                   | 1:2 (1:1)               | 1'–90'                  |                         |                         | Złoty Puchar CONCACAF 2023 |
| 6.                      | 30.06.2023              | Glendale                | Honduras                | 1:1 (1:0)               | 1'–90'                  |                         |                         | Złoty Puchar CONCACAF 2023 |
| 7.                      | 03.07.2023              | Santa Clara             | Meksyk                  | 0:1 (0:1)               | 1'–90'                  |                         |                         | Złoty Puchar CONCACAF 2023 |
| 8.                      | 09.07.2023              | Arlington               | Panama                  | 0:4 (0:1)               | 1'–90'                  |                         |                         | Złoty Puchar CONCACAF 2023 |
| 9.                      | 07.09.2023              | Doha                    | Kenia                   | 1:2 (1:1)               | 1'–63'                  |                         |                         | mecz towarzyski            |
| 10.                     | 12.09.2023              | Al-Wakra                | Rosja                   | 1:1 (0:0)               | 59'–90'                 |                         |                         | mecz towarzyski            |
| 11.                     | 13.10.2023              | Bagdad                  | Irak                    | 0:0 (k.6:5)             | 1'–120'                 |                         |                         | mecz towarzyski            |
| 12.                     | 17.10.2023              | Amman                   | Iran                    | 0:4 (0:0)               | 1'–90'                  |                         |                         | mecz towarzyski            |

## Sukcesy
Na podstawie:

### Klubowe
Z Al-Sadd SC:
- Mistrz Kataru 2018/19, 2020/21
- Puchar Kataru 2019/20, 2020/21
- Puchar Ligi 2021

Z Al-Arabi SC:
- Puchar Kataru 2022/23